# Georg Svensson
Karl Georg Henry Svensson-Sollermark (Stockholm, 23 augustus 1908 –  aldaar, 15 augustus 1970) was een Zweeds waterpolospeler.
Georg Svensson nam als waterpoloër eenmaal deel aan de Olympische Spelen; in 1936. In 1936 maakte hij deel uit van het zweedse team dat als zevende eindigde. Hij speelde zes wedstrijden.
Svensson speelde voor de club SoIK Hellas.
Göte Andersson · 
Bertil Berg · 
Erik Holm · 
Tore Lindzén · 
Tore Ljungqvist · 
Åke Nauman · 
Gösta Persson · 
Sven-Pelle Pettersson · 
Runar Sandström · 
Georg Svensson